# Tenzin Thuthob Tsarong
Tenzin Thuthob Tsarong, né en 1977 à New Delhi en Inde, est un acteur tibétain. 

## Famille
Il est le fils de Tsewang Jigme Tsarong et le petit-fils de Dundul Namgyal Tsarong.

## Biographie
Tenzin Thuthob Tsarong a terminé ses études secondaires à Laurent School à Sanawar, en Inde, en 1995. Puis, il étudia l'anglais à l'université de Delhi. Il poursuivit ses études à l'université de Waikato en Nouvelle-Zélande, où il a obtenu une maîtrise en économie. De 2007 à 2009, il travailla au sein de ACNielsen (en),  une société d'études de marché.

## Filmographie
- 1997 : Kundun de Martin Scorsese
- 1998 : À la recherche de Kundun avec Martin Scorsese (documentaire)